# مرج الغزال
مرج الغزال هي قرية فلسطينية تتبع إلى محافظة أريحا، حيثُ تقع شمال مدينة أريحا على بعد 34.8 كم منها، ويحدها من الشرق نهر الأردن ومن الشمال قرية الزبيدات ومن الغرب والجنوب قرية الجفتلك.

## جغرافيًا
تقع قرية مرج الغزال على ارتفاعِ 280 مترًا عن سطح البحر، ويبلغ المعدل السنوي للأمطار فيها حوالي 192.4 ملم، ومعدل درجة الحرارة فيصل إلى 23 درجة مئوية، ويبلغ معدل الرطوبة فيها 48%.
تبلغ مساحة القَرية حوالي 4,917 دونمًا، منها 4,334 دونمًا من الأراضي الزراعية و72 دونمًا من الأراضي السكنية.

## التاريخ
تم تأسيس المجلس القروي لمرج الغزال عام 1995، حيثُ يتكون المجلس من 5 أعضاء يُعينون بواسطة السلطة الوطنية الفلسطينية، ولا يُوجد مقر دائم للمجلس.
سُميت بمرج الغزال نسبةً إلى وجود خربة تُدعى مرج الغزال في قرية بيت نتيف التي هجرَ منها سكانها عام 1948، حيثُ يعود أصل سكان قرية مرج الغزال إلي بيت نتيف وبئر السبع.

### تأثير الاحتلال الإسرائيلي
حسب اتفاقية أوسلو عام 1995، تم تَقسيم أراضي القرية إلى مناطق (ب) و(ج)، حيثُ تم تصنيف حوالي 4% من مساحة القرية كمناطق ب (أي تخضع إداريًا للسلطة الوطنية الفلسطينية وأمنيًا للسلطات الإسرائيلية)، فيما تم تصنيف 96% من مساحتها كمناطق ج (أي تخضع لسيطرة السلطات الإسرائيلية بشكلٍ كامل إداريًا وأمنيًا)، ويتركز سُكان القرية في مناطق ب، أما مناطق ج فتقع فيها الأراضي الزراعية والمفتوحة، ويُمنع البناء في مناطق ج أو الاستفادة منها إلا بتصريج من الإدارة المدنية الإسرائيلية.
أدت ممارسات الاحتلال الإسرائيلي إلى مصادرة مساحة كبيرة من القرية بِغرض إقامة مُغتصبة أرجمان على أراضي القرية، كما تم بناء الطريق الالتفافي الإسرائيلي رقم 90 بهدف ربط هذه المُغتصبة بالمُغتصبات الأخرى المجاورة.

## الأماكن الدينية والأثرية
يُوجد في القرية مسجد واحد، وهو مسجد مرج الغزال، ولا يُوجد فيها أي أماكن أثرية مُكتشفة حتى الآن.

## السكان
بلغَ تعداد سكان القرية حسب التعداد الذي قام به الجهاز المركزي للإحصاء الفلسطيني عام 2007 حوالي 193 نسمة، منهم 92 ذكر و101 أنثى. يتألف سكان القرية من عدة عائلات، منها: عائلة أبو جرار وعائلة آل خميس. يعتمد سُكان القَرية بشكلٍ كبير على قطاعِ الزراعة.